# Kazín
Kazín je skalní ostroh (233 m n. m.) s pozůstatky pravěkého hradiště a středověkého hradu. Nachází se na pravém břehu řeky Berounky v severozápadním cípu katastrálního území Jíloviště, naproti Dolním Mokropsům, v těsném sousedství hranice Prahy. Kazín je rovněž název chatové osady, původně trampské, stojící od 20. let 20. století severně od skalního útvaru, avšak dnes již na území Prahy (katastrální území a městská část Lipence). Na východě na tuto osadu plynule navazuje osada Údolí Hvězd. Ke Kazínu již po mnoho desetiletí neodmyslitelně patří výletní restaurace Tornádo.

## Doprava

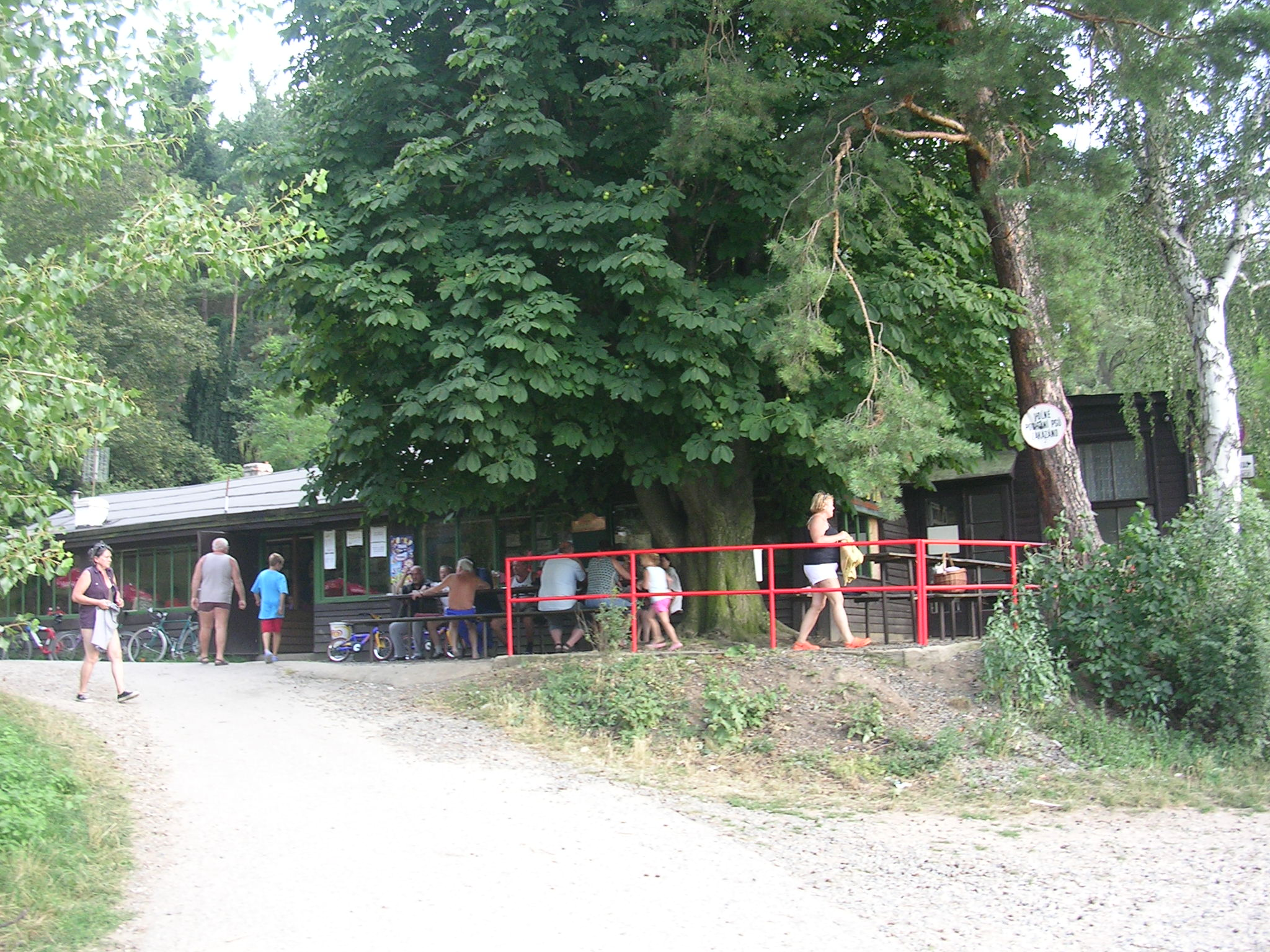
Výletní restaurace Tornádo

Z Lipenců ke Kazínu vede Oddechová ulice. Ta byla donedávna jedinou pojmenovanou ulicí v osadě Kazín. Ulice byly hromadně pojmenovány 24. června 2014, většina chat a budov však má stále registrovány původní adresy s názvem „Kazín“. 
Po břehu Berounky vede cesta do Dolních Černošic (které také dnes patří k městské části Praha-Lipence), kde je pěší a cyklistická lávka do města Černošic. Cesta je značená žlutými turistickými značkami.
V letní sezóně jezdí z Kazína přívoz na druhý břeh do osady Pod Kazínem v Dolních Mokropsech, která leží v bezprostřední blízkosti železniční zastávky Černošice-Mokropsy.
V pondělí 20. června 2016 byla zavedena midibusová linka čp. 243 pražské městské hromadné dopravy z Lipenců do osady Kazín, opačná větev linky obsluhuje Dolní Černošice. Linka v Lipencích navazuje na linku 241 a je v provozu pouze v pracovních dnech.
Kazínem procházela okružní modře značená turistická trasa, která vede do obce Jíloviště a kolem vrcholu kopce Kopanina, kde stojí televizní vysílač Cukrák. 

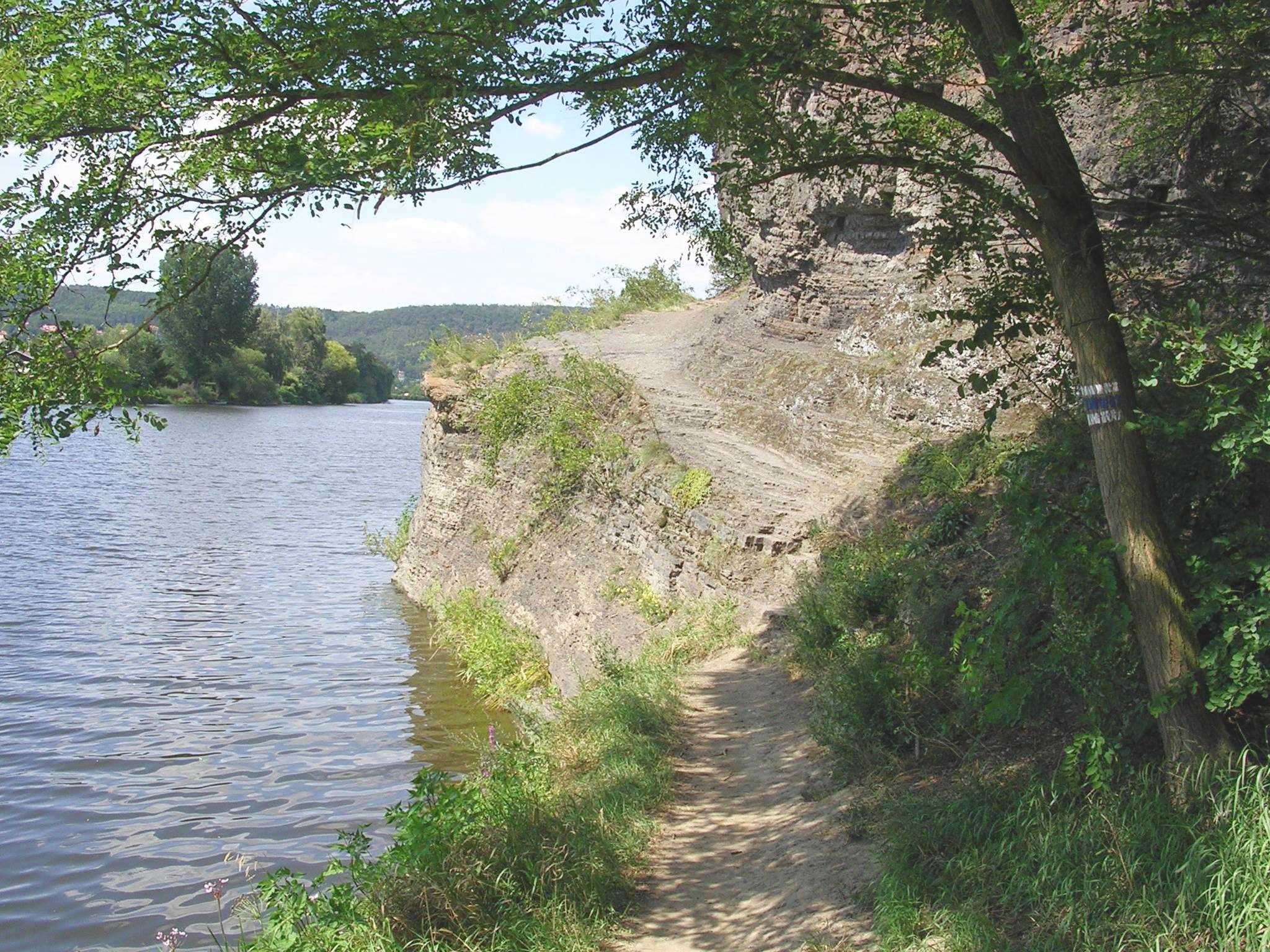
Stezka pod skalním ostrohem
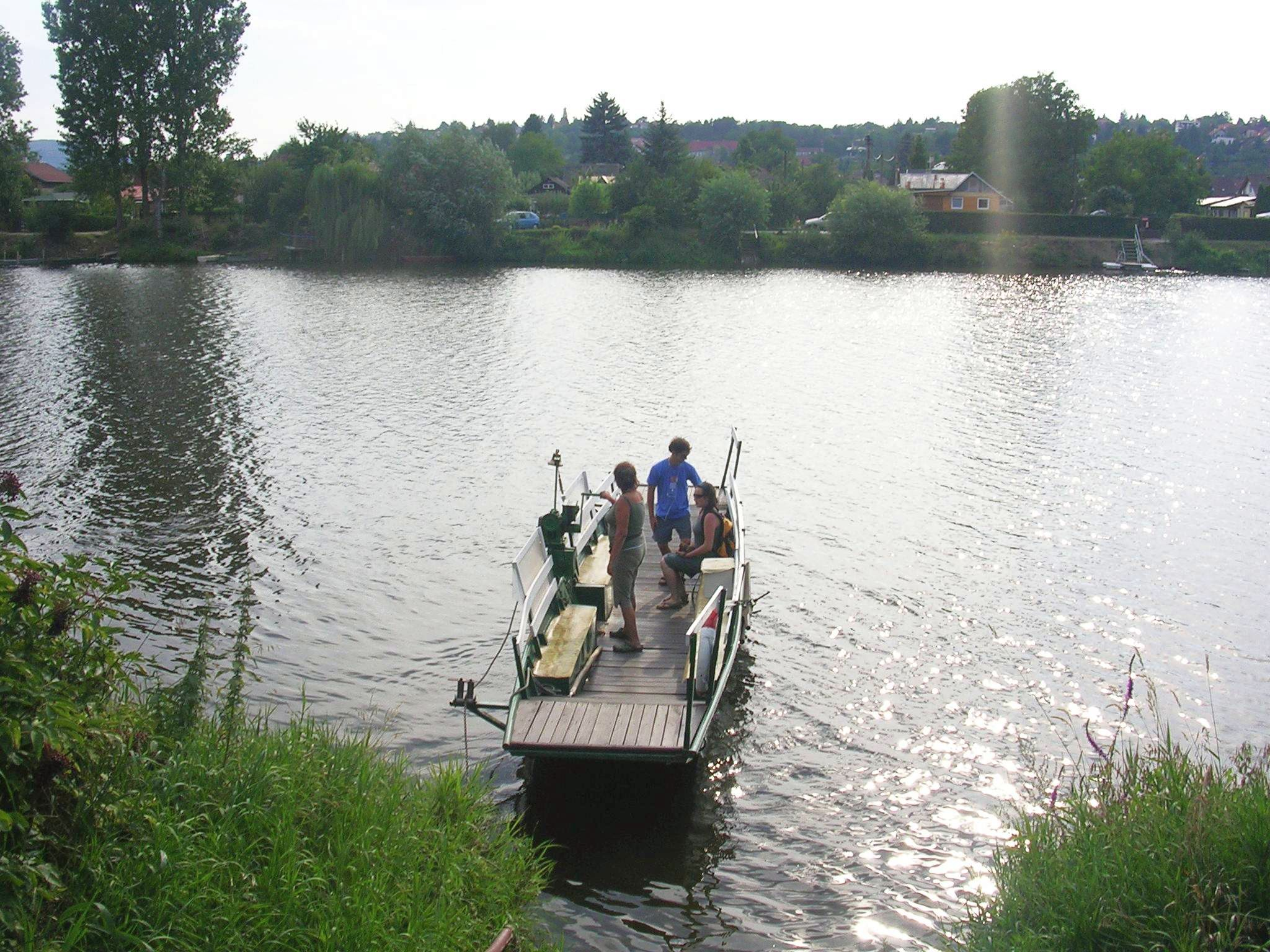
Přívoz od Kazína do osady Pod Kazínem v Černošicích-Dolních Mokropsech
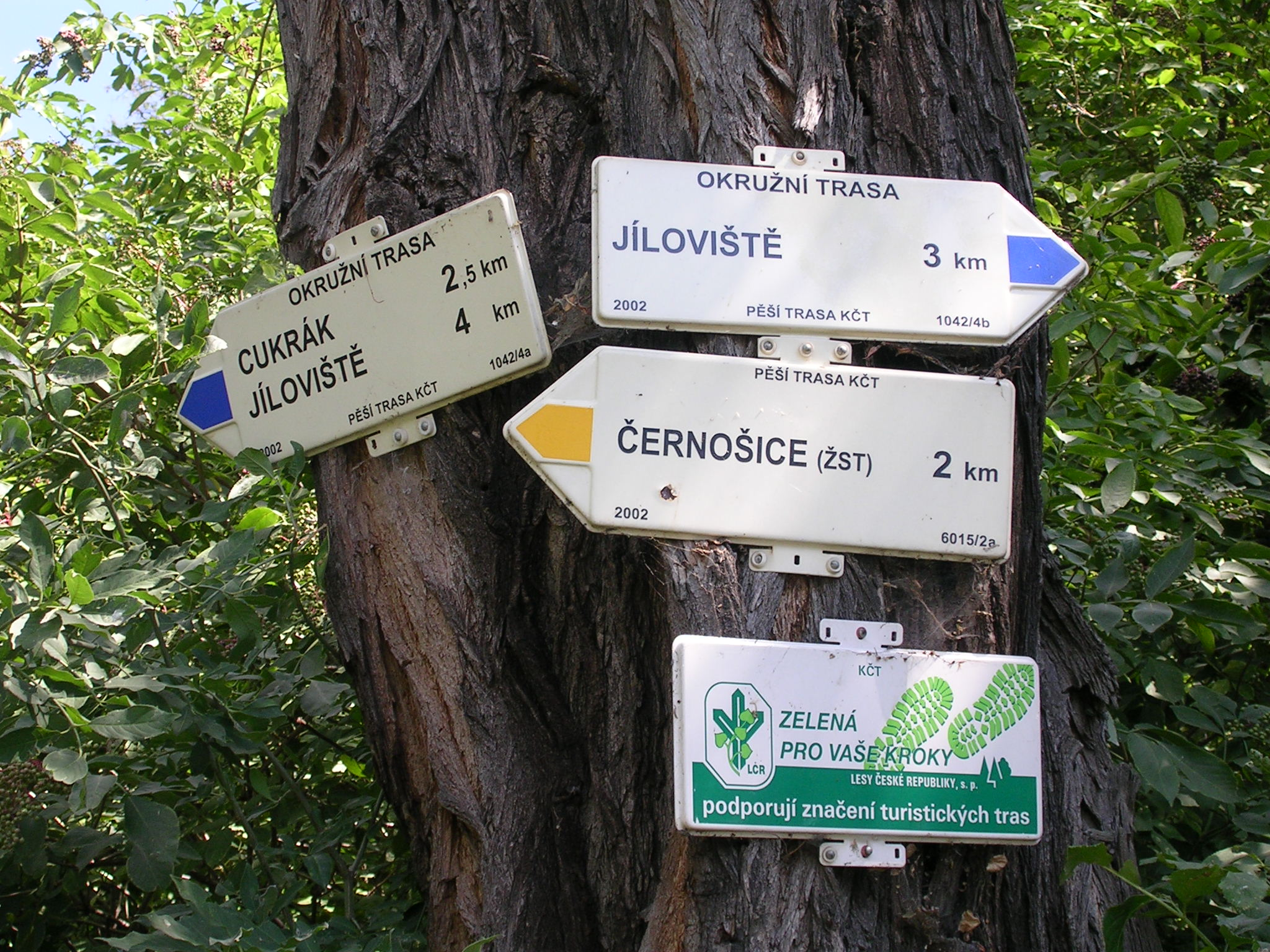
Rozcestník turistických značek v Kazíně

## Legenda o hradu Kazíně
Název místa pochází z lidové legendy, která k tomuto místu přiřadila sídlo Krokovy dcery Kazi. Kronikáři a historikové jako Kosmas, Dalimil, Václav Hájek z Libočan či Daniel Adam z Veleslavína se o tuto hypotézu přeli. Archeolog Jan Axamit při výzkumu v roce 1916 určil opevnění na Kazíně jako středověkou tvrz. Nalezeny byly rovněž stopy staršího neolitického osídlení (pozdní doba kamenná) a halštatského hradiště ze starší doby železné. Slovanské hradiště zde podle výzkumů nikdy nebylo.